# Callipallene panamensis
Callipallene panamensis är en havsspindelart som beskrevs av Child, C.A. 1979. Callipallene panamensis ingår i släktet Callipallene och familjen Callipallenidae. Inga underarter finns listade.